# Johan Vibe
Pour les articles homonymes, voir Vibe.
Johan Vibe (également orthographié Wibe) (né le 16 avril 1637 en France – décédé le 20 février 1710 à Christiania) est un officier et ingénieur militaire danois, nommé vice-gouverneur général de Norvège du 10 avril 1708 jusqu'à sa mort.

## Biographie
Johan Vibe est un des deux enfants illégitimes du noble danois Peder Wibe (vers 1596-1658) et d'une femme française inconnue. Il a été élevé comme un fils légitime et fait chevalier,. Il a reçu une éducation militaire aux Pays-Bas, jusqu'en 1659 et a rejoint peu de temps après l'armée norvégienne.
Pour sa vaillance lors de la guerre de Scanie - pour laquelle les offensives norvégiennes ont généralement réussi mais n'ont servi qu'à compenser les revers danois par ailleurs   - il a été promu major en 1675 et lieutenant-colonel en 1676. Il prend le commandement de l'escadron qui soutient la flotte avec laquelle le gouverneur général Ulrik Frederik Gyldenløve attaque la province historiquement norvégienne du Bohuslan, qui avait été cédée à la Suède par le traité de Roskilde en 1658. Vibe a gardé les navires ennemis prisonniers au fort d'Elfsborg et les a empêchés d'en sortir.
Johan Vibe a été nommé Chevalier de l'Ordre de Dannebrog en 1693. En 1708, il est élevé au rang de conseiller du royaume (geheimeråd). Vibe devient général de division en 1682 et est transféré à Trondheim en tant que commandant des forces militaires norvégiennes au nord des montagnes de  Dovrefjell.
Il a nommé gouverneur général de Norvège par la couronne danoise à partir de 1708 en tant que successeur de Frederik Gabel. Il meurt en 1710 à Christiania mais est enterré à la cathédrale de Nidaros.
Après sa mort, il fut remplacé au poste de gouverneur général par Waldemar Gyldenløve (1660-1740), fils d'Ulrik Frederik Gyldenløve et de Sophie Urne,,.

## Distinctions
- Chevalier de l'ordre de Dannebrog